# Nikola Karabatić
Nikola Karabatić (serb. Никола Карабатић; ur. 11 kwietnia 1984 w Niszu) – były francuski piłkarz ręczny pochodzenia sersko-chorwackiego urodzony w Serbii, występujący na pozycji rozgrywającego, reprezentant Francji. Uznany najlepszym szczypiornistą na świecie roku 2007. Trzykrotny mistrz olimpijski (2008, 2012 i 2020).

## Dzieciństwo
Pochodzi z rodziny serbsko-chorwackiej. Jego ojciec Branko Karabatić (ur. 1955, zm. 2011) był Chorwatem z Trogiru, również szczypiornistą i bramkarzem reprezentacji Jugosławii. Matka Radmiła, znana jako „Lala”, jest Serbką z Niszu. W 1988 r. razem z rodziną przeprowadził się do Francji. Piłką ręczną zaczął się interesować w wieku 5 lat. Obywatelstwo francuskie uzyskał 7 marca 1994.

## Kariera klubowa
Jego pierwszym klubem był ASL Robertsau, gdzie grał w latach 1990–1992. Następnie przeniósł się do młodzieżowej drużyny Frontignan THB, której menadżerem był jego ojciec.

### Montpellier Agglomération Handball
W 2000 r. uczył się w Akademii Montpellier. Sezon 2001/02 był dla niego pierwszym sezonem w profesjonalnym klubie. Wówczas, w wieku 17 lat, zdobył mistrzostwo i puchar Francji. W sezonie 2002/2003 Nikola zdobył wszystko możliwe do zdobycia w klubowej piłce ręcznej: Ligę Mistrzów oraz mistrzostwo i puchar Francji. Kolejne sezony w Montpellier również były udane, zdobył: dwukrotne mistrzostwo Francji, dwukrotnie superpuchar Francji, a także w sezonie 2004/05 Puchar Francji. Po 5 latach w Montpellier, opuścił Francję. Wrócił do Montpellier w sezonie 2009/10. W pierwszym sezonie po powrocie wywalczył dla Montpellier mistrzostwo i puchar Francji, a także Puchar Ligi Francuskiej. Wystąpił 19 meczach w Division 1, zdobywając 83 bramki. Na zakończenie sezonu został wybrany MVP oraz najlepszym środkowym rozgrywającym. W sezonie 2010/11 zdobył szósty tytuł mistrza Francji, a także puchar Ligi Francuskiej. W całym sezonie wystąpił w 22 meczach i zdobywał 122 bramki. W sezonie 2011/12 zdobył mistrzostwo i puchar Francji, a także Puchar Ligi Francuskiej. W całym sezonie wystąpił w 76 meczach, zdobywając przy tym 126 bramek. Przed świętami Bożego Narodzenia 2012 dopuścił się bójki z prezesem Montpellier HB Remim Levy, który skierował sprawę do sądu. Po tej sytuacji, w styczniu 2013 r. rozwiązał kontrakt z Montpellier za porozumieniem stron.

### THW Kiel
Z kilońskim klubem związał się w sezonie 2005/06. W tamtym czasie udało mu się wywalczyć: superpuchar i mistrzostwo Niemiec. Sezon 2006/07 już po raz drugi świętował w potrójnej koronie, zdobył puchar i mistrzostwo Niemiec, a co najważniejsze wygrał Ligę Mistrzów, został także królem strzelców tej edycji mistrzowskiej, z wynikiem 89 bramek. Na koniec sezonu został uznany za najlepszego szczypiornistę sezonu w Bundeslidze. Kolejne mistrzostwo i Puchar Niemiec, a także srebrny medal Ligi Mistrzów, wywalczył w sezonie 2007/08. Po raz drugi został wybrany najlepszym piłkarzem sezonu w Bundeslidze. Sezon 2008/09 był dla Karabaticia bardzo udany, udało mu się wywalczyć Puchar Niemiec, finał Ligi Mistrzów, w którym THW przegrało po raz kolejny z BM Ciudad Real. Ciudad wygrał dwumecz zaledwie jedną bramką (stan 67:66). Zdobył również po raz czwarty z rzędu mistrzowski tytuł. Opuścił kilońską drużynę po czterech sezonach. W tym czasie zdobył dla THW Kiel 629 bramek, występując w 550 meczach.

### Pays d'Aix UCH
1 lutego 2013 podpisał pięciomiesięczny kontrakt z Pays d’Aix Université Club handball, pomagając tej drużynie utrzymać się w Division 1. Ostatecznie drużyna zajęła 11. miejsce, a sam zawodnik otrzymał nagrodę MVP sezonu.

### FC Barcelona
W czerwcu 2013 r. podpisał czteroletni kontrakt z drużyną z Katalonii. W ciągu dwóch sezonów gry dla hiszpańskiej drużyny zdobył dwukrotnie złoty medal mistrzostw Hiszpanii, Puchar Króla, Superpuchar Hiszpanii oraz Puchar Ligi ASOBAL. Zdobył także brązowy medal w Lidze Mistrzów podczas Final Four rozgrywanego w dniach 31 maja-1 czerwca 2014 w Kolonii. Nikola znalazł się również w „10” najlepszych strzelców sezonu Ligi Mistrzów z 72 bramkami. FC Barcelona zdobyła także puchar Króla i mistrzostwo Hiszpanii. W sezonie 2014/15 szczypiornista zdobył złoty medal Ligi Mistrzów. Reprezentant Francji został wybrany do Siódemki Gwiazd jako najlepszy lewy rozgrywający. Zdobył także 75 bramek w całych rozgrywkach.

## Kariera reprezentacyjna
Pierwsze powołanie do narodowej kadry Francji otrzymał w 2002 r., mając 18 lat. W 2003 r. zdobył swój pierwszy medal, brąz mistrzostw Świata rozgrywanych w Portugalii. Jako 20 latek zaliczył swój pierwszy występ na Igrzyskach Olimpijskich w 2004 roku w Atenach. W 2004 r. wystąpił również podczas mistrzostw Europy, gdzie Francji nie udało się stanąć na podium. Jednak Niko został wybrany najlepszy zawodnikiem na pozycji lewego rozgrywającego w turnieju. W 2005 r. po raz drugi w karierze wywalczył brązowy medal mistrzostw Świata. W 2006 r. zdobył złoty medal Mistrzostw Europy. Rok później, podczas mistrzostw Świata w Niemczech Francja nie wywalczyła medalu, ale Karabatić otrzymał nagrodę dla najlepszego lewego rozgrywającego turnieju. W 2008 r. został wybrany MVP Mistrzostw Europy, rozgrywanych w Norwegii, a Francja zdobyła brązowy medal. Został uznany najlepszym piłkarzem ręcznym na świecie roku 2007. Podczas Igrzysk Olimpijskich 2008 w Pekinie zdobył złoty medal olimpijski. W 2009 r. w Chorwacji wywalczył mistrzostwo Świata. W finale ekipa Francji pokonała Chorwację 24:19. Na zakończenie turnieju został wybrany do Siódemki gwiazd jako najlepszy środkowy rozgrywający. Został wybrany do najlepszej siódemki świata 2009 r. przez magazyn „L’Équipe”. W 2010 r. zdobył mistrzostwo Europy. Podczas tych ME w Austrii Francuzi pokonali w wielkim finale Chorwację 25:21, a Karabatić został wybrany do Siódemki gwiazd jako najlepszy środkowy rozgrywający turnieju. W 2011 r. drugi raz z rzędu został mistrzem świata. Turniej odbywał się w Szwecji, a na jego zakończenie Nikola został wybrany MVP. W grudniu 2011 r. został wybrany przez L’Équipe najlepszym sportowcem roku we Francji. 12 sierpnia 2012 w Londynie razem z reprezentacją Francji, po raz drugi w historii, zdobył złoty medal olimpijski. Na zakończenie turnieju został wybrany najlepszym środkowym rozgrywającym. Podczas Mistrzostw Europy 2014 Francuzi ponownie zdobyli złoty medal, a Karabatić został wybrany MVP. To już druga taka nagroda reprezentanta Francji.

## Afera korupcyjna
1 października 2012 został aresztowany przez francuska policję w związku z ustawianiem meczów i nielegalnymi zakładami bukmacherskimi. W aferę zamieszani są również: Wissem Hmam, Luka Karabatić, Dragan Gajić, Mickaël Robin, Issam Tej oraz Primož Prost, dotyczy ona meczu z 12 maja 2012, kiedy drużyna Montpellier Agglomération Handball przegrała z Cesson Rennes Métropole Handball 28:31. Montpellier Agglomération Handball miał wówczas zapewniony tytuł mistrzowski, a drużyna z Cesson-Sévigné walczyła o utrzymanie. Zawodnicy przyznali się do obstawiania zakładów, ale nie do ustalania końcowego wyniku meczu. Prokurator Republiki Brice Robin poinformował, że przyjaciółka Nikoli postawiła 1500 €.
Jak się później okazało Nikola dzień przed meczem z Cesson Rennes Métropole Handball pobrał na swój telefon bukmacherską aplikację Parions Sport. Istnieją również dowody, że na jego laptopie był na bieżąco monitorowany przebieg meczu pomiędzy obiema drużynami.

## Życie prywatne
W 2010 r. przez kilka miesięcy był związany z Blanką Vlašić, chorwacką lekkoatletką uprawiającą skok wzwyż. Jest synem, zmarłego 25 maja 2011, Branko Karabaticia – jugosłowiańskiego szczypiornisty i bratem Luki Karabaticia, również szczypiornisty. Poślubił Géraldine Pillet, z którą ma dwójkę dzieci – syna Aleka (ur. 2016) oraz córkę Norę (ur. 2018).

## Sukcesy

### Klubowe

#### Liga Mistrzów
- (2003, 2007, 2015)
- (2008, 2009)
- (2014, 2016)

#### Mistrzostwo Hiszpanii
- (2014, 2015)

#### Puchar Króla
- (2014, 2015)

#### Superpuchar Hiszpanii
- (2014, 2015)

#### Puchar Ligi ASOBAL
- (2014, 2015)

#### Superpuchar Niemiec
- (2005, 2007, 2008)

#### Puchar Niemiec
- (2007, 2008, 2009)

#### Mistrzostwo Niemiec
- (2006, 2007, 2009)

#### Mistrzostwo Francji
- (2002, 2003, 2004, 2005, 2010, 2011, 2012)

#### Puchar Francji
- (2001, 2002, 2003, 2005, 2010, 2012)

#### Superpuchar Francji
- (2004, 2005)

#### Puchar Ligi Francuskiej
- (2004, 2005, 2010, 2011, 2012)

#### Klubowe Mistrzostwa Świata
- (2013)

#### Superpuchar Hiszpanii
- (2013)

### Reprezentacyjne

#### Mistrzostwa Europy
- (2006, 2010, 2014)
- (2008)

#### Mistrzostwa świata
- (2009, 2011, 2015 2017)
- (Polska/Szwecja 2023)
- (2003, 2005)

#### Igrzyska Olimpijskie
- (2008, 2012, 2020)
- (2016)

## Nagrody indywidualne
- 2004 – Najlepszy lewy rozgrywający sezonu we francuskiej Division 1
- 2004 – Najlepszy lewy rozgrywający Mistrzostw Europy, rozgrywanych w Słowenii
- 2005 – Najlepszy lewy rozgrywający sezonu we francuskiej Division 1
- 2007 – Najlepszy lewy rozgrywający mistrzostw Świata, rozgrywanych w Niemczech
- 2007 – MVP sezonu w Bundeslidze
- 2007 – Król strzelców Ligi Mistrzów (89 bramek)
- 2008 – MVP Mistrzostw Europy, rozgrywanych w Norwegii
- 2008 – Król strzelców mistrzostw Europy (razem z Ivano Balićem i Larsem Christiansenem)
- 2008 – MVP sezonu w Bundeslidze
- 2009 – Najlepszy środkowy rozgrywający mistrzostw Świata w Chorwacji
- 2010 – Najlepszy środkowy rozgrywający Mistrzostw Europy w Austrii
- 2010 – MVP i najlepszy środkowy rozgrywający sezonu we Francji (2009/10)
- 2011 – MVP mistrzostw Świata w Szwecji
- 2012 – Najlepszy środkowy rozgrywający Igrzysk Olimpijskich 2012
- 2013 – MVP sezonu we francuskiej Division 1
- 2014 – MVP Mistrzostw Europy w Danii
- 2015 – Najlepszy środkowy rozgrywający mistrzostw Świata w Katarze
- 2015 – Najlepszy lewy rozgrywający Ligi Mistrzów 2014/2015
- 2017 – MVP mistrzostw świata we Francji

## Wyróżnienia
- Wybrany najlepszym szczypiornistą Świata w 2007.
- Wybrany do najlepszej siódemki świata 2009 według magazynu „L’Équipe”.
- Wybrany najlepszym sportowcem Francji 2011.

## Odznaczenia
- Kawaler Legii Honorowej[17]

## Link zewnętrzny
- Oficjalna strona piłkarza (fr.)